# エーインゲン (ミッテルフランケン)
エーインゲン (ドイツ語: Ehingen) は、ドイツ連邦共和国バイエルン州ミッテルフランケンのアンスバッハ郡に属す町村（以下、本項では便宜上「町」と記述する）で、ヘッセルベルク行政共同体の本部所在地である。

## 地理

### 位置
エーインゲンはヘッセルベルク山の麓に位置する。

### 自治体の構成
この町は、公式には16の地区 (Ort) からなる。このうち小集落や孤立農場などを除く集落を以下に列記する。
- バイエルベルク
- ダムバッハ
- エーインゲン
- フリーフォリヒスタール
- ヘッセルベルクハウス・バイ・ヴァッサートリューディンゲン
- レンタースハイム

## 行政

### 議会
エーインゲンの町議会は14議席で、これに首長が加わる。

### 首長
第二次世界大戦後の歴代町長は以下の通り
- 1945-1965: フリードリヒ・バウエライゼン（父）（1946年からCSU、1965年1月14日没）
- 1965-1996: フリードリヒ・バウエライゼン（子）（CSU、2006年10月22日没）
- 1996-2002: フリードリヒ・シュタイナッカー (CSU)
- 2002- :カール・エンゲルハルト (Freie und unabhängige Wählergruppe)

### 紋章
図柄: 上下に分割。上部は、銀と黒の市松模様に四分割を背景に銀のチャボアザミの花。下部はさらに銀と赤に左右二分割。互いに逆色で彩色された防御柵。

## 文化と見所

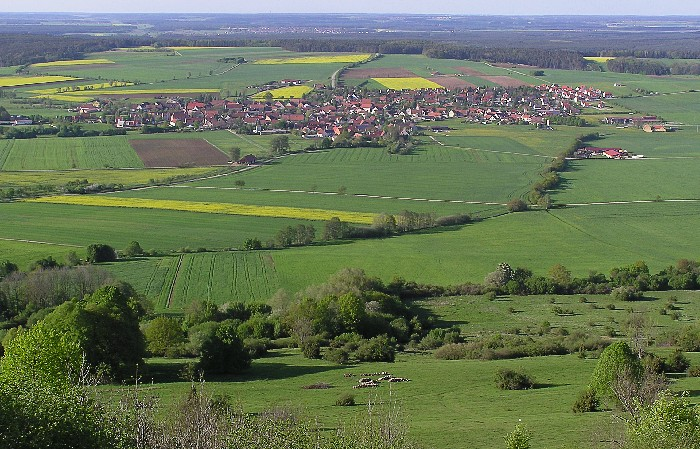
ヘッセルベルク山からエーインゲンを望む

### 博物館
- シュパッツ郷土博物館

### 建築
- 聖ヤーコブス教会

### その他
- Bienenlehrpfad（ミツバチを学ぶ小径）

## 経済と社会資本
エーインゲンはロマンティック・フランケン観光連盟に加盟している。

## 引用
1. ↑  https://www.statistikdaten.bayern.de/genesis/online?operation=result&code=12411-003r&leerzeilen=false&language=de Genesis-Online-Datenbank des Bayerischen Landesamtes für Statistik Tabelle 12411-003r Fortschreibung des Bevölkerungsstandes: Gemeinden, Stichtag (Einwohnerzahlen auf Grundlage des Zensus 2011)
2. ↑  Bayerische Landesbibliothek Online